# Batalla de Córdoba (México)
La Batalla de Córdoba fue batalla entre fuerzas realistas e insurgentes, en una heroica defensa de la villa de Córdoba. Por lo tanto en la ciudad de Córdoba cada 21 de mayo se celebra la batalla de Córdoba con un desfile el desfile representa a la valentía de los cordobeses.

## Historia
Cuando fue pronunciado de manera oficial, el 6 de marzo de 1821 el “Plan de Iguala”, en la Villa de Córdoba, documento por el cual se declaraba la independencia de México, la villa dividida en dos grupos antagonistas, los partidarios de las ideas libertarias (insurgentes) y los que querían la continuidad del virreinato español (realistas).
En este contexto, aun en manos de los realistas, la villa de Córdoba se encontraba indefensa bajo la custodia del coronel Bellido, quien debido a las pocas fuerzas de combate de las que disponía, se vio obligado a rendirse y entregar la plaza al ejército insurgente, que comandaba José Joaquín Herrera.
El 10 de mayo de 1821 comenzaron a propagarse rumores que aseguraban que el ejército realista había llegado al poblado “El Naranjal” con la intención de recuperar la ciudad, por lo cual los insurgentes, al mando de Antonio Guardaelmuro y Francisco Calatayud, comenzaron a organizar la defensa de la plaza en disputa.
No solamente los integrantes del ejército insurgente se prepararon para el combate, también se unieron a la defensa cerca de 250 voluntarios de la localidad y 20 amatlecos dirigidos por el indígena Pascual de los Santos García, quienes llegaron a ofrecer su vida para evitar que la ciudad cayera nuevamente en poder de los realistas.
El 15 de mayo, Félix Luna, integrante de las fuerzas de Joaquín Herrera, al mando de un batallón fue a encontrase en la Barranca de Metlac con las fuerzas del virrey, enfrentándose en una feroz batalla que duró varias horas, hasta que el general Francisco Hevia, líder de los realistas, ordenó la retirada del lugar para dirigir el ataque hacia la ciudad.
Ingresaron a Córdoba a media tarde hasta la plazuela del barrio de San Sebastián, lugar que ocuparon como cuartel. En la madrugada del 16 las fuerzas insurgentes sorprendieron a los intrusos obligándolos a replegarse en medio de un intenso tiroteo, en el cual cayó muerto el general Francisco Hevia por una bala disparada por Pascual de los Santos, cuando se disponía a cañonear la casa de Bernardo Herrera.
El coronel San Blas del Castillo y Luna tomó el mando de las fuerzas realistas y regresó a la cuadra donde se desarrollaba el cruento combate y le prendió fuego, siendo fácilmente rechazado y sofocadas las llamas, las cuales sólo lograron arder con fuerza en una casa contigua, a la que actualmente se le conoce como “La casa quemada”, en referencia a este hecho histórico.
La heroica población de la Villa de Córdoba con los objetos que podía, ya fueran azadones, piedras o palos, repelían junto a los insurgentes el constante ataque. El 18 de mayo llegó a Córdoba el general Antonio López de Santa Anna al frente de 300 hombres de infantería y 250 de caballería, cosa que no desanimó a los realistas, quienes mantuvieron sus posiciones.
El día 20 se reanudó la batalla entre los batallones del coronel Blas del Castillo y Félix Luna, solicitando el primero poco tiempo después una tregua para realizar una junta de guerra. Al caer la noche, los realistas abrieron fuego nuevamente hasta que en la madrugada del día siguiente comenzaron a abandonar sus posiciones y a retirarse. José Joaquín Herrera mandó a la caballería a perseguirlas, hasta “La Garita” de Orizaba.
El 21 de mayo en la madrugada, la caballería regresó a la villa y fue recibida con el repique de campanas y la alegría de todos los valientes cordobeses que habían defendido con heroísmo su tierra.
Este hecho fue un pasaje trascendente en la consumación de la independencia de México, la cual se hizo oficial el 24 de agosto de ese año, con la firma de los “Tratados de Córdoba”.